# Nolana patula
Nolana patula là loài thực vật có hoa trong họ Cà. Loài này được (Phil.) M.O. Dillon mô tả khoa học đầu tiên năm 2009.